# Antonella Del Core
Antonella Del Core (Napoli,5 de Novembro de 1980) é uma ex-jogadora de voleibol italiana que atuava na posição de ponteira passadora. Del Core atuava pela Seleção Italiana e, nas 3 últimas épocas que disputou, defendia as cores do clube russo Dinamo Kazan 
Del Core ganhou, representando a Itália, medalha de ouro na Copa do Mundo em 2007 e 2011, medalha de ouro no Campeonato Europeu em 2007 e 2009 e a medalha de Prata na edição de 2005.

## Clubes
| Clube                    | País    | De        | A         |
| ------------------------ | ------- | --------- | --------- |
| Assid Ester Napoli       | Itália  | 1997-1998 | 1997-1998 |
| Club Italia              | Itália  | 1998-1999 | 1998-1999 |
| Er Volley Napoli         | Itália  | 1999-2000 | 1999-2000 |
| Ain Napoli               | Itália  | 2000-2001 | 2000-2001 |
| Robursport Volley Pesaro | Itália  | 2001-2002 | 2005-2006 |
| Pallavolo Sirio Perugia  | Itália  | 2006-2007 | 2007-2008 |
| Volley Bergamo           | Itália  | 2008-2009 | 2009-2010 |
| Eczacıbaşı Istambul      | Turquia | 2010-2011 | 2010-2011 |
| Fakel Novy Ourengoï      | Rússia  | 2011-2012 | 2011-2012 |
| Zaretche Odintsovo       | Rússia  | 2012-2013 | 2012-2013 |
| Dinamo Kazan             | Rússia  | 2013-2014 | 2015-2016 |

## Títulos

### Clubes
- Liga dos Campeões: 2009,2010 e 2014
- Campeonato Italiano : 2007
- Copa da Itália: 2007
- Supercopa da Itália: 2007
- Copa da Turquia:2011
- Mundial de Clubes : 2014
- Campeonato Russo: 2014 , 2015

## Prêmios Individuais
- Liga dos Campeões 2010 : Melhor recepção
- Liga dos Campeões 2014 : Melhor Sacadora